# 名古屋市立西築地小学校
名古屋市立西築地小学校（なごやしりつにしつきじしょうがっこう）は、愛知県名古屋市港区浜一丁目にある公立小学校。地元での略称・呼称は、西築（せいちく）。

## 概要
1915年（大正4年）に名古屋市中川小学校より分離、現在地に名古屋市西築地尋常小学校設立。1947年（昭和22年）、学校教育法施行により、名古屋市立西築地小学校と改称。
2005年（平成17年）に創立90周年を迎えた。
2000年頃より導入された「総合学習」の時間に、名古屋港水族館でウミガメの産卵をテーマとした学習に取り組む。名古屋港水族館に近いという地の利を生かした、西築地小学校ならではの研究テーマとなった。

### 児童数の変遷
『愛知県小中学校誌』（2018年）によると、児童数の変遷は以下の通りである。
| 1947年（昭和22年） | 1239人 |  |
| 1957年（昭和32年） | 1186人 |  |
| 1967年（昭和42年） | 775人  |  |
| 1977年（昭和52年） | 582人  |  |
| 1987年（昭和62年） | 373人  |  |
| 1997年（平成9年）  | 299人  |  |
| 2007年（平成19年） | 201人  |  |
| 2017年（平成29年） | 215人  |  |

## その他
野球部のユニフォームは、オリックス・ブルーウェーブのビジター用のユニフォームをモデルとしたものである。これは、当時顧問だった先生がオリックス・ブルーウェーブに所属していたイチローのファンであったことから、このようなデザインになった。

## 通学区域
所管する名古屋市教育委員会は、2018年（平成30年）9月1日現在、港区のうち、
入船一丁目・入船二丁目・港栄四丁目（一部）・港楽三丁目（一部）・千鳥一丁目・千鳥二丁目・西倉町・浜一丁目・浜二丁目・港町・名港一丁目・名港二丁目を通学区域として指定している。
また、卒業後の進学先は名古屋市立東港中学校となっている。

## 交通アクセス
- 名古屋市営地下鉄名港線 築地口駅が最寄り駅である[WEB 1]。

## 関係者
- 吉田統彦（現衆議院議員）

### WEB
1. 1 2  名古屋市教育委員会事務局総務部企画経理課企画統計係 (2018年9月18日). “港区の小・中学校一覧”.   名古屋市. 2018年11月14日閲覧。
2. ↑  名古屋市教育委員会事務局総務部教育環境計画室計画係 (2018年9月1日). “名古屋市立小・中学校の通学区域一覧（港区）” (PDF).   名古屋市. 2018年11月15日閲覧。
3. ↑  名古屋市教育委員会事務局総務部教育環境計画室計画係 (2018年4月1日). “名古屋市立中学校区一覧（小→中）” (PDF).   名古屋市. 2018年11月14日閲覧。

### 書籍
1. ↑  六三制教育七十周年記念 愛知県小中学校誌 合同記念誌編集特別委員会 2018, p. 239.